# Uckerland
Uckerland är en kommun i östra Tyskland, belägen i Landkreis Uckermark i förbundslandet Brandenburg. Kommunen bildades genom en sammanslagning av flera mindre orter i området 2001, med byn Lübbenow som administrativt säte.

## Geografi
Uckerland är sedan sin tillkomst 2001 den nordligast belägna kommunen i förbundslandet Brandenburg.

### Administrativ indelning
Inom kommunen utgör följande 11 orter administrativa kommundelar (Ortsteile):
- Fahrenholz
- Güterberg
- Hetzdorf
- Jagow
- Lübbenow (huvudort)
- Milow
- Nechlin
- Trebenow
- Wilsickow
- Wismar
- Wolfshagen

## Historia
Namnet Uckerland är ursprungligen beteckningen på den slaviska stammen Ukranernas kärnområde i landskapet Uckermark.
Området hörde 1990-1992 till Mecklenburg-Vorpommern och bytte därefter förbundsland till Brandenburg efter en folkomröstning 1992.
Kommunen inrättades den December 31, 2001 genom en sammanslagning av kommunerna Fahrenholz, Güterberg, Jagow, Lemmersdorf, Lübbenow, Milow, Nechlin, Trebenow, Wilsickow, Wismar och Wolfshagen. Den nya kommunens namn betyder "Uckens land", med hänvisning till floden som strömmar i närheten.

## Befolkning
- Befolkningsutvecklingen i de nuvarande gränserna (Blå linje: Befolkning—Prickade linjen: Jämförelse med utvecklingen av Brandenburg—Grå bakgrund: Period av Nazi styre—Röd bakgrund: Period av kommunistiskt styre)
- Aktuella befolkningsutveckling (blå linjen) och prognoser (prickade linjen).

| År   | Invånare |
| ---- | -------- |
| 1875 | 4 870    |
| 1890 | 4 845    |
| 1910 | 4 775    |
| 1925 | 5 624    |
| 1933 | 4 795    |
| 1939 | 4 871    |
| 1946 | 7 419    |
| 1950 | 8 085    |
| 1964 | 6 428    |
| 1971 | 6 088    |

| År   | Invånare |
| ---- | -------- |
| 1981 | 4 703    |
| 1985 | 4 439    |
| 1989 | 4 385    |
| 1990 | 4 293    |
| 1991 | 4 100    |
| 1992 | 4 015    |
| 1993 | 3 954    |
| 1994 | 3 914    |
| 1995 | 3 876    |
| 1996 | 3 840    |

| År   | Invånare |
| ---- | -------- |
| 1997 | 3 766    |
| 1998 | 3 731    |
| 1999 | 3 712    |
| 2000 | 3 746    |
| 2001 | 3 672    |
| 2002 | 3 547    |
| 2003 | 3 487    |
| 2004 | 3 453    |
| 2005 | 3 384    |
| 2006 | 3 341    |

| År   | Invånare |
| ---- | -------- |
| 2007 | 3 254    |
| 2008 | 3 121    |
| 2009 | 3 074    |
| 2010 | 3 014    |
| 2011 | 2 892    |
| 2012 | 2 842    |
| 2013 | 2 804    |
| 2014 | 2 760    |
| 2015 | 2 740    |
| 2016 | 2 693    |

| År   | Invånare |
| ---- | -------- |
| 2017 | 2 664    |
| 2018 | 2 638    |
| 2019 | 2 579    |
| 2020 | 2 578    |

Detaljerade källor anges i Wikimedia Commons..

## Kultur och sevärdheter
Till de viktigaste sevärdheterna i kommunen räknas den bevarade slottsparken från 1800-talet och borgruinen från 1200-talet i Wolfshagen, den adliga släkten von Schwerins herresäte. Den barocka slottsbyggnaden från 1700-talet förstördes i samband med krigsslutet 1945.